# Крученецька сільська рада
Крученецька сільська рада (Кручинецька сільська рада) — колишня адміністративно-територіальна одиниця та орган місцевого самоврядування у Пулинському і Черняхівському районах Волинської округи, Київської та Житомирської областей Української РСР з адміністративним центром у селі Крученець.

## Населені пункти
Сільській раді на час ліквідації були підпорядковані населені пункти:
- с. Крученець

## Населення
Кількість населення ради, станом на 1923 рік, становила 1 030 осіб, кількість дворів — 180.
Кількість населення сільської ради, станом на 1924 рік, становила 1 073 особи.

## Історія та адміністративний устрій
Створена 1923 року в складі с. Кручинець, колонії (посаду) Кручинець та хутора (ферми) Ксаверівка Пулинської волості Житомирського повіту Волинської губернії. 7 березня 1923 року увійшла до складу новоствореного Черняхівського району Житомирської (згодом — Волинська) округи. 24 січня 1924 року, відповідно до рішення Волинської ГАТК «Про зміни в межах округів, районів і сільрад», кол. Кручинець передано до складу новоствореної Окілківської чеської національної сільської ради Пулинського району. 28 вересня 1925 року сільську раду передано до складу Пулинського району Волинської округи, ферму Ксаверівка включено до складу Клітищенської сільської ради Черняхівського району.
3 червня 1930 року сільську раду передано до складу Черняхівського району. 17 жовтня 1938 року до складу ради передано кол. Крученець Окілківської сільської ради Черняхівського району Житомирської області. Станом на 1 жовтня 1941 року кол. Крученець не перебуває на обліку населених пунктів.
Станом на 1 вересня 1946 року сільська рада входила до складу Черняхівського району Житомирської області, на обліку в раді перебувало с. Крученець.
Ліквідована 11 серпня 1954 року, відповідно до указу Президії Верховної ради Української РСР «Про укрупнення сільських рад по Житомирській області», територію та с. Крученець приєднано до складу Клітищенської сільської ради Черняхівського району Житомирської області.